# Бруски марш
Бруски марш је манифестација која се организује од 2017. године у општини Брус, у Расинском округу, у знак сећања на 320 Срба који су убијени од немачких нациста и бугарских фашиста средином октобра 1942. године у Кривој Реци, подно Копаоника.
Пешачи се 21 км од центра Бруса, па до села Крива Река, где се одржава парастос и историјски час за невино пострадале цивиле.

## Организатор
Организатор манифестације је удружење Рајко од Расине.

## Позадина
Немачка СС јединица "Принц Еуген" састављена од тзв. Дунавских Немаца, са 1.500 војника, уз помоћ 1.000 бугарских фашиста и 300 белогардејаца је опколила 11. октобра 1942. године село Крива Река у општини Брус, како би ухватила потпуковника ЈВуО Драгутина Кесеровића, копаоничког војводу, који је имао штаб у том селу. Он је имао слободну територију на Копаонику, Гочу и Јастребцу... и 1.500 људи под оружјем.
За само два дана у селу Крива Река окупатори су убили преко 310 Срба, ненаоружаних цивила на најстрашније начине. Ово је урађено по директиви врховне немачке команде у окупираној Србији, зато што су се Немци плашили да ће им Кесеровићева јединица онемогућити саобрћајнице или евентуално напасти рудник Трепча, који је био у близини.
Мештани су већином убијени у кућама, али је око 70 њих је насилно угурано у православну цркву Светог Петра и Павла, која је подигнута 1611. године, а потом су је запалили и после минирали.
Прво спомен обележје за Криворечке мученике подигнуто је 2011. године.

## Трећи Бруски марш
Трећи Бруски марш је организован 12. октобра 2019. године, који је окупио око 250 учесника свих старосних група, али највише младих. Временски услови су били идеални, тако да су учесници за мање од 6 сати испешачили читаву деоницу.